# Nymphula munakatae
Nymphula munakatae là một loài bướm đêm trong họ Crambidae.